# Aedes casali
Aedes casali är en tvåvingeart som beskrevs av Schick 1970. Aedes casali ingår i släktet Aedes och familjen stickmyggor. Inga underarter finns listade i Catalogue of Life.